# セガ・システム18
system 18（システム18）は、セガが1989年に発売したアーケードゲーム基板である。
黎明期のアーケードゲームは、1ゲームごとに1基盤で製作されることが普通で、そのゲーム用に最適化された電子回路が都度設計されるため価格面で高くなるというデメリットを含んでいたことから、ゲームセンターなどに供給されるゲームをなるべく安価に提供できるようにするため登場したのがマザーボードシステムである。母体となるハードウェアはマザーボードとよばれる基盤をそのまま変えずに、ソフトウェアだけ安価なROMで供給するというもので、1980年代後半から供給された各社アーケードゲームはこのシステムが主流となっている。
セガでは、1989年時点において「システム16B」「システム24」が現役として稼働していたが、「システム18」は「システム16」シリーズの流れを汲むもので、従来のマザーボードからAV面をさらに強化させたものである。ビジュアル面では、VDP（ビデオ・ディスプレイ・プロセッサー）を新たに追加し、より高度なグラフィック表現を可能とし、スクロール面が従来の2枚から4枚に増加している。サウンド面では、同時発音数がFM音源8音（ヤマハ・YM2151）から、FM音源12音＋PCM音源8音の計20音に強化された。

## 主なタイトル
第1作目は『シャドーダンサー』、2作目は『ブロクシード』で、以下のようなタイトルが発売されている。
- シャドーダンサー（英語版）[2][3]
- ブロクシード[4]
- エイリアンストーム[5][6]
- マイケル・ジャクソンズ・ムーンウォーカー[6]
- レーザーゴースト（英語版）[7][8]
- クラッチヒッター（英語版）[9]
- D.D.クルー（英語版）[10][11]
- ウォーリーをさがせ![12]
- デザートブレーカー[13]